# Leonid Lavrovski
Leonid Mikhaïlovitch Lavrovski (en russe : Леонид Михайлович Лавровский), né Leonid Ivanov à Saint-Pétersbourg le 18 juin 1905 et mort à Paris 8e le 27 novembre 1967, est un danseur, chorégraphe et maître de ballet russe.

## Biographie
Élève de l'école de danse de sa ville natale (alors Petrograd), il est engagé en 1922 au Théâtre Mariinsky et danse également de 1922 à 1924 avec la compagnie de George Balanchine. Ses premières chorégraphies datent de 1928. Directeur du Théâtre Maly (1935-1938), du Kirov (1938-1944) puis du Bolchoï (1944-1956 et 1960-1964), il crée de grands ballets narratifs et revisite avec passion le Roméo et Juliette de Prokofiev (1940). Mettant en scène Rachmaninov et Bartók, il se conforme toutefois au style officiel, tout en faisant revivre les grands ballets du répertoire classique (comme Giselle ou Raymonda). Après 1964, il a dirigé la compagnie Ballet sur glace.
Il a également travaillé pour le cinéma avec Leo Arnschtam (Glinka, 1946 ; Roméo et Juliette, 1955), Vera Stroyeva (Boris Godounov, 1954) et Alexandre Chelenkov (Le Secret du succès, 1965).
Il fonde en 1959, la première troupe de ballet sur glace en Union soviétique dont il assurera la direction artistique jusqu'en 1964.
Il enseigne à l'Académie russe des arts du théâtre en 1948-1967, professeur en 1952.
Leonid Lavrovski meurt au cours d'une tournée à Paris; son corps est ramené à Moscou et inhumé au cimetière de Novodevitchi.

## Récompenses
- artiste du peuple de l'URSS : 1965
- prix Staline : 
  - 1946, pour les performances exceptionnelles dans le domaine de la chorégraphie
  - 1947, pour la mise en scène du spectacle Roméo et Juliette
  - 1950, pour la mise en scène du ballet Le Pavot rouge
- ordre de Lénine : 1967
- ordre du Drapeau rouge du Travail : 1951
- ordre de l'Insigne d'honneur